# Platycarpum orinocense
Platycarpum orinocense là một loài thực vật có hoa trong họ Thiến thảo. Loài này được Humb. & Bonpl. miêu tả khoa học đầu tiên năm 1809.

## Hình ảnh

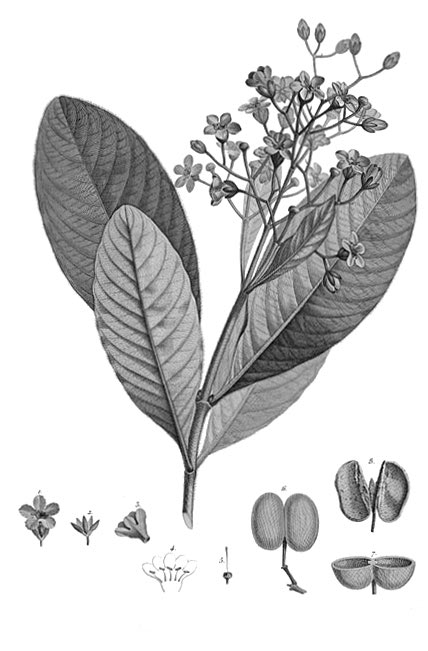
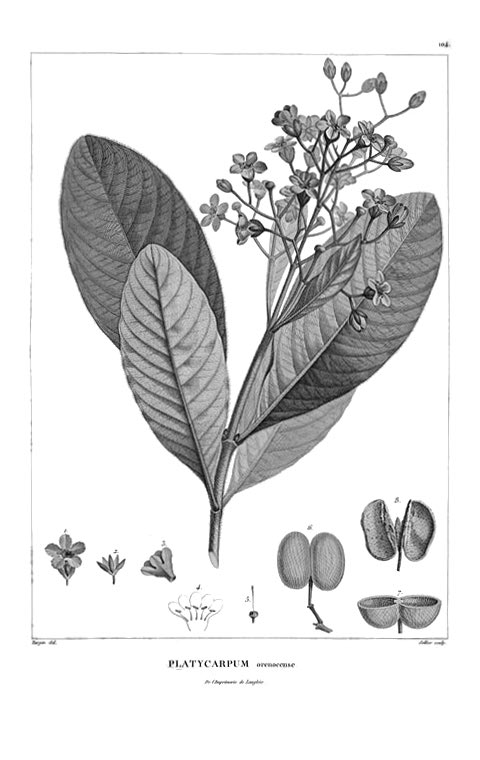
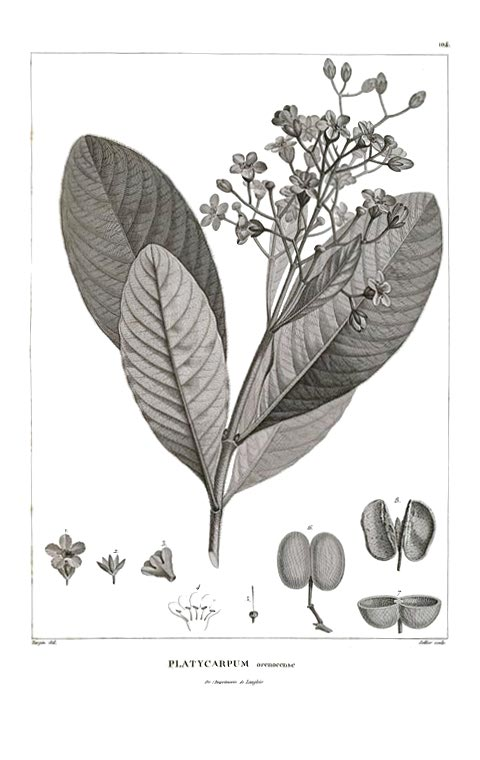